# Pseudobornia
Pseudobornia is een geslacht van uitgestorven varenachtige planten die leefden in het Boven-Devoon. Het is geslacht is tot hiertoe monotypisch, het omvat slechts één soort, Pseudobornia ursina.
Voor een beschrijving van het geslacht, zie aldaar.
Orde Equisetales

Familie Archaeocalamitaceae † –
Geslacht: Archaeocalamites

Familie Calamitaceae –
Geslachten: Annularia · Arthropitys · Asterophyllites · Astromyelon · Calamites · Calamocarpon · Calamostachys · Cingularia · Mazostachys · Paleostachya

Familie Equisetaceae –
Geslacht: Equisetum

Orde Pseudoborniales †

Familie Pseudoborniaceae –
Geslacht: Pseudobornia

Orde Sphenophyllales †

Familie Sphenophyllaceae –
Geslacht: Sphenophyllum 